# UFC 51
UFC 51: Super Saturday는 2005년 2월 5일에 미국 네바다주에서 개최된 UFC 경기이다.

## 같이 보기
- UFC
- UFC 대회 목록